# جانلوکا پالیوکا
جیانلوکا پالیوکا (به ایتالیایی: Gianluca Pagliuca) (زاده ۱۸ دسامبر ۱۹۶۶ در بولونیا)، دروازه‌بان بازنشسته فوتبال ایتالیاست که هم‌اکنون به عنوان مفسر ورزشی برای شبکه مدیاست پریمیوم فعالیت می‌کند.

## زندگی ورزشی
در زندگی حرفه‌ای ورزشی در تیم‌های سمپدوریا (۹۴–۱۹۸۷)، اینترمیلان (۹۹–۱۹۹۴)، بولونیا (۲۰۰۶–۱۹۹۹) و آسکولی (۲۰۰۷–۲۰۰۶)بازی کرد و ۳۹ بازی ملی انجام داد.
او یک بار در جام برندگان جام اروپا و یک بار در سری آ ایتالیا با تیم سمپدوریا و
یک بار با تیم اینترمیلان لیگ اروپا را وقتی که در بازی مقابل ۳–۰ لاتزیو کاپیتان بود برنده شد.
همچنین پالیوکا در فینال لیگ قهرمانان اروپا در سال ۱۹۹۲ با لباس سمپدوریا حاضر شد و نائب قهرمان اروپا شد.
پالیوکا، جانلویجی بوفون را بهترین دروازبان تاریخ فوتبال جهان می‌داند
پالیوکا اولین دروازه‌بان در تاریخ جام جهانی هست که در یک بازی اخراج می‌شود! این اتفاق در بازی با نروژ در جام جهانی ۱۹۹۴ رخ داد. هر چند که پس از محرومیت، مجدداً به جام بازگشت و تا فینال تیم ملی ایتالیا را همراهی کرد.
وی همچنین اولین دروازه‌بانی هست که در فینال جام جهانی، یک ضربه پنالتی را مهار می‌کند. هر چند این مهار باعث فرار از شکست مقابل برزیل نشد و ایتالیا کاپ قهرمانی جام جهانی را برای دومین بار به برزیل باخت.
باخت مقابل فرانسه میزبان در جام جهانی ۱۹۹۸ و سپس ظهور تولدو و بوفون باعث پایان عمر فوتبالی پالیوکا در ۳۹ سالگی شد.